# Rivière Serment
Rivière Serment är ett vattendrag i Kanada.   Det ligger i provinsen Québec, i den sydöstra delen av landet, 400 km nordväst om huvudstaden Ottawa.
I omgivningarna runt Rivière Serment växer i huvudsak blandskog. Trakten runt Rivière Serment är nära nog obefolkad, med mindre än två invånare per kvadratkilometer.